# Arabicnemis caerulea
Arabicnemis caerulea – gatunek ważki z rodziny pióronogowatych (Platycnemididae); jedyny przedstawiciel rodzaju Arabicnemis. Występuje w południowo-zachodniej i wschodniej części Półwyspu Arabskiego.